# Universidad de Concepción
Die Universidad de Concepción (UDEC) (de.: Universität von Concepción) ist eine Universität in Concepción in Chile.
Die 1919 gegründete Universität war die erste regionale Universität Chiles. Gründer der Universität war Enrique Molina Garmendia (1871–1964). Derzeitiger Präsident der UDEC ist Sergio Lavanchy Merino. Sie ist als drittgrößte Universität Chiles eine der bedeutendsten Universitäten Lateinamerikas.
Die Gebäude verteilt sich auf den Zentralcampus „Concepción Campus“ sowie den „Chillán Campus“ und den „Los Ángeles Campus“.
An 18 Fakultäten werden 82 Studienprogrammen (18 Doktoratsstudien, 42 Masterprogramme, 30 Universitätszertifikate) angeboten und circa 60.000 Studenten ausgebildet.

## Fakultäten
- Faculty of Agronomy

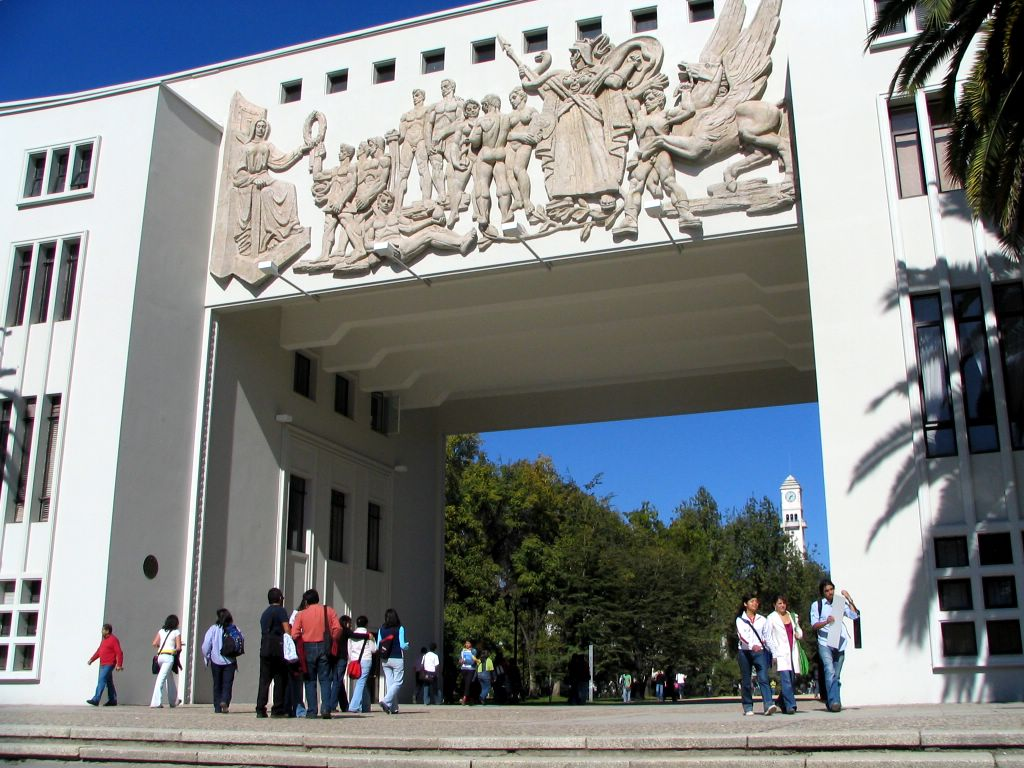
Arco de Medicina

- Faculty of Architecture, Town planning and Geography
- Faculty of Biological Sciences
- Faculty of Economic and Administrative Sciences
- Faculty of Physical and Mathematical Sciences
- Faculty of Forest Sciences
- Faculty of Judicial and Social Sciences
- Faculty of Natural and Oceanographic Sciences
- Faculty of Chemical Sciences
- Faculty of Social Sciences
- Faculty of Education
- Pharmaceutics Faculty
- Faculty of Arts and Humanities
- Faculty of Engineering
- Faculty of Agronomy
- Faculty of Medicine
- Faculty of Veterinary Medicine
- Faculty of Odontology

## Bekannte Professoren
- Jorge Rojas Hernández, Dekan der Sozialwissenschaftlichen Fakultät, Professor für Umwelt- und Sozialwissenschaften
- Raimund Bürger, Professor für Mathematik
- Augusto Parra, Professor für Ökonomie, Rektor von 1990 bis 1997
- Carlos Von Plessing Baentsch, Professor für Pharmazie, Rektor von 1987 von 1990 sowie 1973
- Daniel Peñailillo, Professor für Zivilrecht

## Hochschulpartnerschaften
- Hochschule Deggendorf
- Georg-August-Universität Göttingen
- Universität Kassel
- Technische Universität München
- Universität Passau
- Cleveland State University
- North Carolina State University
- Otto-von-Guericke-Universität Magdeburg
- Johannes-Gutenberg-Universität Mainz

## Gesellschaftspolitische Relevanz
Der Sohn des Rektors und Medizinstudent Miguel Enríquez gründete 1965 in der Universität von Concepción die marxistisch-leninistische Movimiento de Izquierda Revolucionaria MIR (Bewegung der revolutionären Linken).

## Erdbeben in Chile 2010

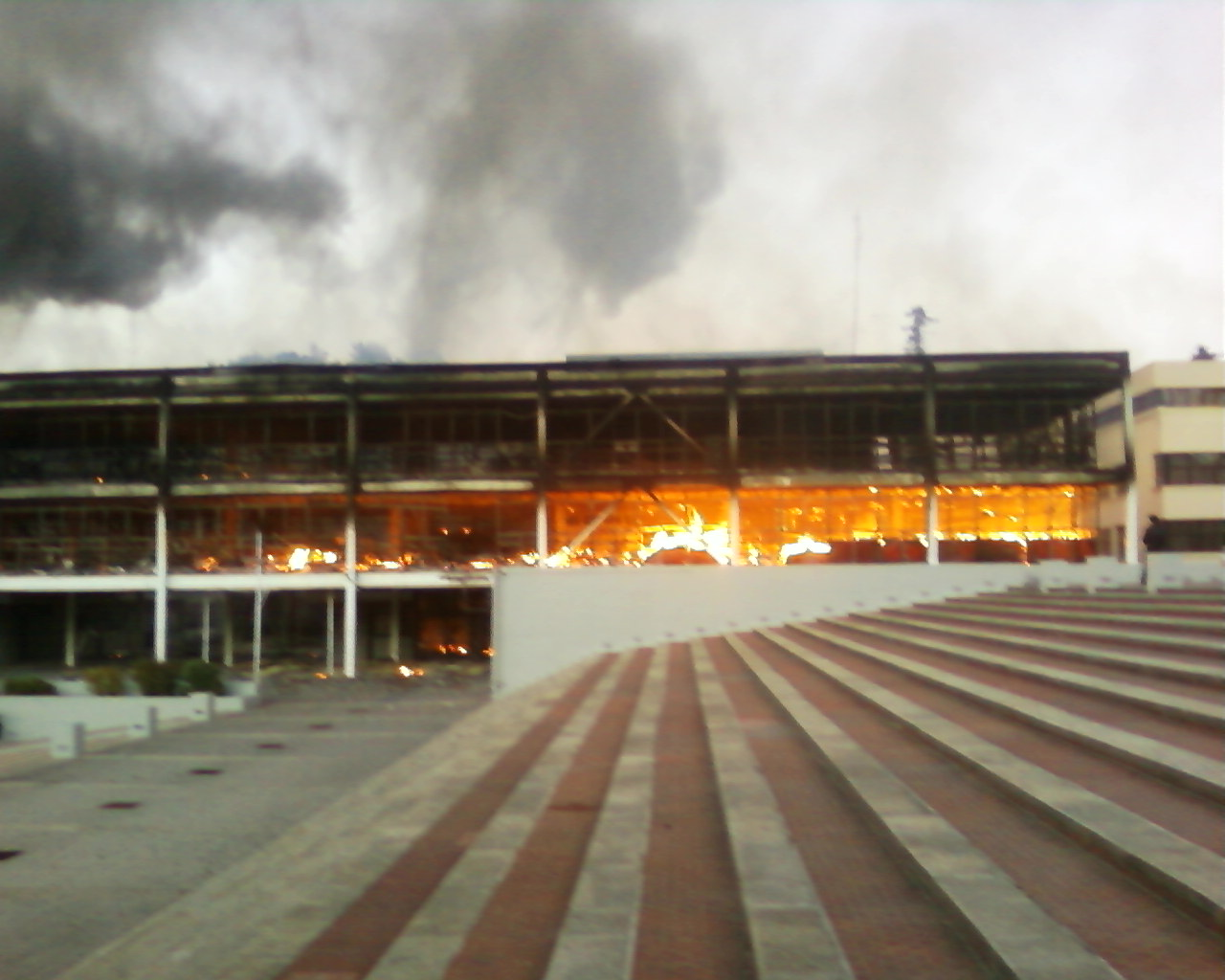
Brand nach dem Erdbeben in der Universidad de Concepción (März 2010)

Die Universität von Concepción wurde bei dem Erdbeben in Chile 2010 beschädigt.